# 新米科拉伊夫卡市镇 (扎波罗热州)
新米科拉伊夫卡镇级市镇（烏克蘭語：Новомиколаївська селищна громада），是乌克兰扎波羅熱州扎波羅熱區的一个市镇，行政中心为新米科拉伊夫卡（新尼古拉耶夫卡）。市镇面积为659.3平方公里，人口数量为11,208人（2020年）。

## 居民点
该市镇包括一个镇（新米科拉伊夫卡/新尼古拉耶夫卡）、53个村庄。大部分村庄列表如下：
- 貝雷斯托韋
- 布拉霍达特内
- 波赫丹尼夫卡
- 博胡尼夫卡
- 韦塞雷哈伊
- 維克托里夫卡
- 维利内
- 沃斯克雷森卡
- 霍卢布科韦
- 霍爾利茨凱
- 赫拉尼奇内
- 杜博维哈伊
- 杜德尼科韋
- 扎利夫内
- 绿迪布罗瓦
- 泽莱内
- 伊萬尼夫斯凱
- 卡姆揚卡
- 卡姆揚努瓦泰
- 卡什塔尼夫卡
- 基辅斯凯
- 克里尼夫卡
- 馬爾亞尼夫卡
- 米科萊-波萊
- 米哈伊利夫斯凱
- 尼任卡
- 新波莱
- 新維克托里夫卡
- 新沃洛德米里夫卡
- 新赫里霍里夫卡
- 新伊萬基夫卡
- 新卡夏尼夫卡
- 新乌克兰卡
- 阿列克西伊夫卡
- 奧斯特羅夫斯凱
- 彼得羅巴甫利夫斯凱
- 皮德希爾內
- 雷巴利斯凱
- 羅丁斯凱
- 羅濟夫卡
- 萨多韦
- 索羅奇內
- 索菲伊夫卡
- 斯托爾喬韋
- 泰爾尼夫卡
- 泰爾相卡
- 舍夫琴基夫斯凱